# Miturga parva
Miturga parva är en spindelart som beskrevs av Henry Roughton Hogg 1914. Miturga parva ingår i släktet Miturga och familjen sporrspindlar.
Artens utbredningsområde är Western Australia. Inga underarter finns listade i Catalogue of Life.